# Shrek 2 (videogioco)
Shrek 2 è un videogioco ispirato all'omonimo film d'animazione del 2004. È uscito per le seguenti console: PlayStation 2, GameCube, Xbox, Game Boy Advance e Microsoft Windows. Ci sono 3 diverse versioni di questo gioco, anche se la storia segue quella del film.

## Trama
Shrek e Fiona, quando pensano di potersene stare in pace nella loro palude, vengono invitati a Molto Molto Lontano dal re e la regina: genitori rispettivi di Fiona.
Nel loro viaggio, livello per livello, li accompagneranno tutti i personaggi del film dal Lupo Cattivo a Cappuccetto Rosso in un susseguirsi di tante avventure, prove e mini-livelli.

## Personaggi
- Shrek: orco verde e sposato con "l'incantevole" Principessa Fiona. Abilità: Sollevo di nemici storditi e oggetti. (Livello 1-7, 11)
- Principessa Fiona: salvata dal marito da una terribile torre. Desiderosa di fargli conoscere i suoi genitori. Abilità: Effetto rallenty (Livello 1-3, 11)
- Ciuchino: esasperante asino parlante, ma ottimo amico. Abilità: schianto ragliante. (Livello 1-7, 11)
- Omino di Pan di Zenzero: piccolo amico dal cuore molto dolce... Abilità: lanciare biscotti a scopo di attirare nemici e bastoncini canditi. (Livello 1, 4-6, 8-10)
- Gatto con gli stivali: "tenero" gattino dai grandi occhioni... ma con una spada alquanto micidiale! Abilità: funambulismo (Livello 5-7, 9-11)
- Lupo cattivo: dopo anni passati a terrorizzare vecchiette e porcellini si è unito alla comitiva di Shrek! Abilità: soffio letale (Livello 8-10)
- Cappuccetto Rosso: non si può definire una bambina indifesa... Abilità: mela marcia esplosiva (Livello 2-4, 7-8)
- Fatina: non vi lasciate ingannare dall'apparenza... Abilità: potere di fata per sollevare e spostare nemici o oggetti (Livello 8)
- Shrek e Ciuhino (cavallo e cavaliere): dopo essersi trasformati i due vi aiuteranno molto negli ultimi livelli. Abilità: carica speciale con spada (Livello 9-10)

## Livelli

### La palude di Shrek
Dopo aver ricevuto l'invito a palazzo dei genitori di Fiona, Shrek, scettico se andare o no, vuole fare dei lavoretti alla palude. Incontra Cappuccetto Rosso e sua nonna infastidite dagli uccelli fuori della loro casa. Fiona le aiuta cantando e facendo esplodere gli uccellini. Dopo di che la principessa, Shrek, Ciuchino e Cappuccetto Rosso partono per Molto Molto Lontano dove si terrà il ballo organizzato dai genitori di Fiona. Pan di Zenzero tornerà invece a casa sua.
Personaggi giocabili: Shrek, Principessa Fiona, Ciuchino, Omino Pan di Zenzero

### La foresta tetra
Il quartetto deve attraversare un cimitero per far ritornare i tre topini ciechi dei cavalli. Giungono fino alla casa di Pan di Zenzero dove lo incontrano insieme alla Draghessa. La strega del cimitero però strega la carrozza con dentro Fiona. Ciuchino a bordo della Dragona deve salvare la Principessa.
Personaggi giocabili: Shrek, Principessa Fiona, Ciuchino, Cappuccetto Rosso

### Molto Molto Lontano
I nostri eroi arrivano a Molto Molto Lontano, ma il padre di Fiona (re di Molto Molto Lontano) non va d'accordo con Shrek, anche perché si aspettava Azzurro come marito di Fiona. Per ordine della Fata Madrina (madre di Azzurro) il re deve uccidere Shrek. Quest'ultimo dovrà quindi affrontare delle prove insieme al resto del gruppo.
Personaggi giocabili: Shrek, Principessa Fiona, Ciuchino, Cappuccetto Rosso

### L'ammazzaorchi
Fallito il piano del re, quest'ultimo passa al piano B spedendo Shrek nel bosco per farlo uccidere dal Gatto con gli Stivali. Quest'ultimo poi si unisce al resto del gruppo.
Personaggi giocabili: Shrek, Ciuchino, Omino di Pan di Zenzero, Cappuccetto Rosso

### Passeggiando sul sentiero
Shrek crede che Fiona non sia felice e allora vuole andare al laboratorio della Fata Madrina per cercare consiglio. Attraversa un'intera foresta incontrando: una simpatica capra, un brutto troll e un ricco folletto. Shrek giunge alla fattoria di Jack e Jill dove si era recata Cappuccetto Rosso grazie anche all'aiuto del Gatto con gli Stivali.
Personaggi giocabili: Shrek, Ciuchino, Omino di Pan di Zenzero, Gatto con gli Stivali

### La fattoria di Jack e Jill
Shrek e co. devono aiutare i tre Porcellini a badare alla fattoria di Jack e Jill in cambio di indicazioni sul laboratorio della Fata Madrina.
Personaggi giocabili: Shrek, Ciuchino, Omino di Pan di Zenzero, Gatto con gli Stivali

### Il laboratorio della Fata Madrina
Dopo che Cappuccetto Rosso ridà il "cambio" con Pan di Zenzero il gioco può continuare.
Shrek raggiunge il laboratorio della Fata Madrina dove lei lo caccia a molo modo ma con l'aiuto di Ciuchino, del Gatto con gli Stivali e di Cappuccetto Rosso ruba una pozione che beve insieme a Ciuchino. Quest'ultimo si trasforma in un cavallo e Shrek in un uomo. L'effetto arriva anche sul vero amore dell'orco, Fiona, che si ritrasforma in donna. Shrek, Ciuchino e il Gatto con gli Stivali vengono però catturati e rinchiusi in prigione.
Personaggi giocabili: Shrek, Ciuchino, Gatto con gli Stivali, Cappuccetto Rosso

### Evasione
Guidati da Pan di Zenzero alcuni personaggi delle fiabe liberano i nostri eroi.
Personaggi giocabili: Lupo cattivo, Cappuccetto Rosso, Omino di Pan di Zenzero, Fatina

### La miniera
Scorciatoia suggerita dal Lupo Cattivo per arrivare prima a Molto Molto Lontano e bloccare la Fata Madrina che sta tentando di far innamorare Fiona di Azzurro.
Personaggi giocabili: Ciuchino e Shrek, Omino di Pan di Zenzero, Gatto con gli Stivali, Lupo Cattivo

### Biscotto! Biscotto!
Per entrare nel castello il quartetto utilizza un gigantesco biscotto creato dall'uomo focaccina. Lui alla fine del livello si sacrifica aprendo il portone.
Personaggi giocabili: Ciuchino e Shrek, Omino di Pan di Zenzero, Gatto con gli Stivali, Lupo Cattivo

### La battaglia finale
Dopo che Shrek e Fiona tornano orchi e Ciuchino torna un asino, assieme al Gatto con gli stivali, verrà data una lezione alla Fata Madrina... Come finirà? Quest'ultima, sconfitta, capirà la lezione.
La sfida consiste in un combattimento con cavalieri, elfi, troll ed infine col Principe Azzurro.
Personaggi giocabili: Shrek, Principessa Fiona, Ciuchino, Gatto con gli Stivali.

## Versioni

### Windows
Questa versione è priva della modalità multiplayer ed ha i livelli molto diversi rispetto alla versione precedente. Si può controllare un personaggio alla volta preimpostato per il livello. La visuale sta sempre alle spalle del personaggio. C'è una grande differenza rispetto al film ed al gioco per console fissa: Shrek, Ciuchino e il Gatto con gli Stivali scappano dalla prigione, mentre dovevano essere salvati. Successivamente è stato prodotto per PC il gioco Shrek 2: Team Action che era un adattamento per computer del gioco Shrek 2 per console fissa (la versione per PS2, Xbox e NGC).

### Game Boy Advance
Ha ovviamente una grafica inferiore rispetto al gioco per le altre console. Il gioco è bidimensionale ed i livelli totalmente diversi. Visto il successo che ha avuto il Gatto con gli Stivali nel film Shrek 2 è stato prodotto un videogioco per GBA, noto come Shrek 2: Pray For Mercy! che ha il Gatto come protagonista ed è ambientato nella prima metà del film dal suo punto di vista, ma con una differenza: dopo che Shrek e Ciuchino bevono la pozione Per sempre Felici e contenti e perdono i sensi, il Gatto li crede morti e attacca i soldati per vendicarsi dell'inganno, scoprendo anche la verità sulla pozione.

### PlayStation 2, Xbox e GameCube
Si può giocare fino a 4 persone alla volta.

## Doppiaggio
| Personaggio           | Doppiatore originale                                            | Doppiatore italiano            |
| --------------------- | --------------------------------------------------------------- | ------------------------------ |
| Shrek                 | Michael Gough                                                   | Pietro Ubaldi                  |
| Ciuchino              | Mark Moseley                                                    | Luca Sandri                    |
| Fiona                 | Holly Fields                                                    | Cinzia Massironi               |
| Gatto con gli stivali | André Sogliuzzo                                                 | Leonardo Gajo                  |
| Fata Madrina          | Claudia Christian                                               | Silvana Fantini                |
| Salvo                 |                                                                 | Gianni Gaude                   |
| Briganti              | André Sogliuzzo Charles Klausmeyer Dee Bradley Baker Jay Gordon | Riccardo Lombardo Gianni Gaude |
| Guardie               | Bill Harper Dee Bradley Baker Michael Gough                     | Alberto Olivero                |
| Callisto il narratore | André Sogliuzzo                                                 | Gianni Gaude                   |

La localizzazione italiana è stata effettuata dalla Synthesis International di Milano.